# 麻山站 (京畿道)
麻山站（：／ Masan yeok */?）是金浦都市輕軌沿線的一座地下車站，位於韓國京畿道金浦市麻山洞。

## 車站結構
站體為2面2線側式月台的地下車站，候車月台設有月台幕門，並有4處出口。

### 月台配置
| 九來 ↑ |
| \| 上  |
| ↓ 場基 |

| 月台 | 路線          | 目的地       |
| ---- | ------------- | ------------ |
| 上行 | ●金浦都市鐵道 | 陽村方向     |
| 下行 | ●金浦都市鐵道 | 金浦機場方向 |

## 歷史
- 2019年9月28日：落成啟用。

## 車站周邊
- 金浦生活健身中心
- 솔터體育公園
- 솔터足球場

## 相鄰車站
金浦都市鐵道
●金浦都市鐵道
九來（G101）－麻山（G102）－場基（G103）